# Desinformación

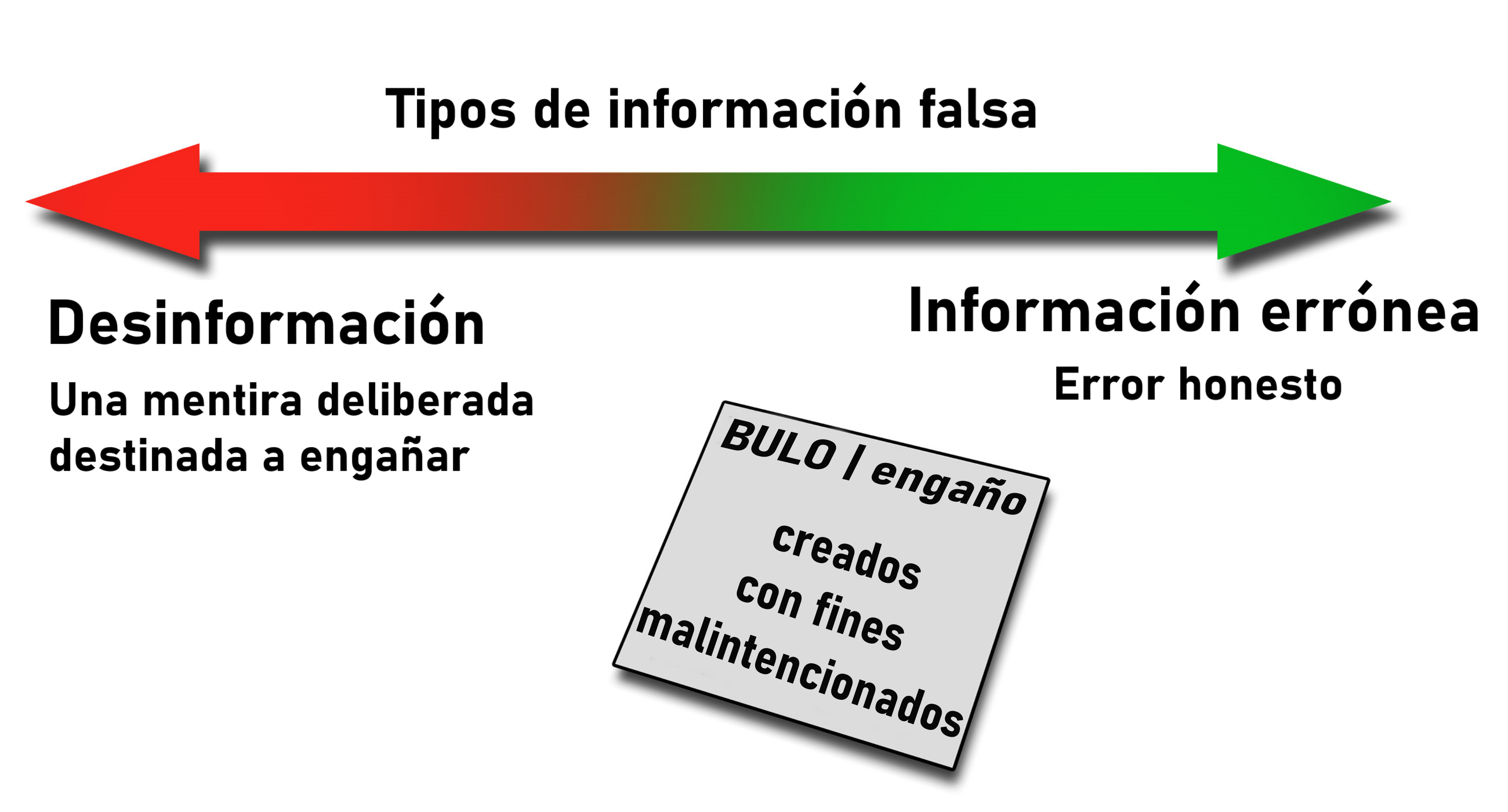
Ilustración que muestra el Bulo a medio camino entre la desinformación y la información errónea

La desinformación es una campaña en la que múltiples tipos de información y conocimiento (incluyendo juicios de valor, verdades, mentiras, verdades a medias, exageración y descontextualización) se usan como arma para manipular, explotar, o intensificar controversias con fines políticos, militares, o comerciales. Se refiere a información engañosa y malintencionada que intenta manipular creencias, emociones y opiniones del público en general, y está relacionada estrechamente con la propaganda y las fake news. Según la UE, la desinformación es «la información verificablemente falsa o engañosa que se crea, presenta y divulga con fines lucrativos o para inducir a error deliberadamente a la población, y que puede causar un perjuicio público».
Normalmente, es una de las argucias de la agnotología y suele estar presente en los medios de comunicación, pero estos no son los únicos medios por los cuales se puede manifestar una desinformación. Puede darse en países, sectas religiosas, gobiernos que no acatan medios de oposición o extranjeros (dictaduras o tiranías), naciones en guerra que ocultan información, etc. La desinformación tiene formas muy variadas de manifestarse en el panorama mediático, hecho que obliga a la sociedad a estar alerta en todo momento para evitar la propagación de este fenómeno.

## Historia

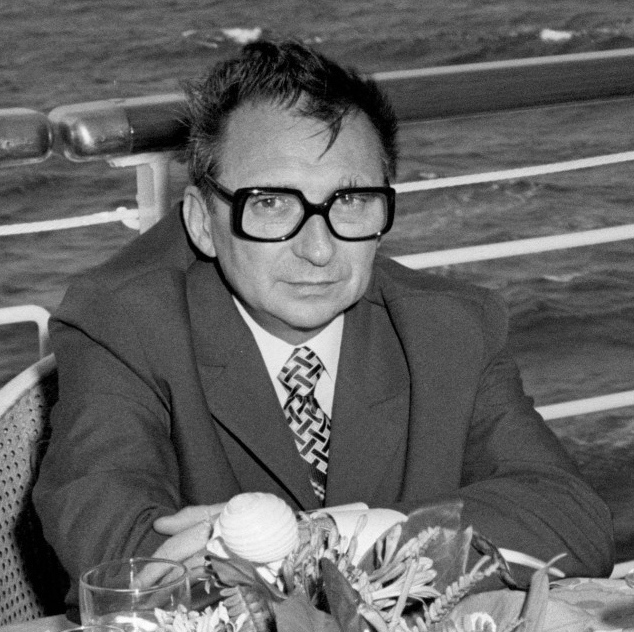
El ex alto funcionario de la policía secreta rumana Ion Mihai Pacepa expuso la historia de la desinformación en su libro Disinformation.

Su origen data de 1923, momento en que la desinformación fue utilizada como arma táctica, cuando Józef Unszlicht, vicepresidente del GPU, solicitó la creación de “una oficina especial de desinformación para realizar operaciones de inteligencia activas”, como petición personal. Esta organización fue precursora en la Unión Soviética en nombrar este término para sus tácticas de inteligencia. A raíz de este momento, se utilizó la desinformación como una táctica que se ejecutaría en la guerra política soviética. Aparece por primera vez en el diccionario de la lengua rusa de S. Ojegov en 1949, descrita como “la acción de inducir a error mediante el uso de informaciones falsas”. Este término se populariza en 1980, cuando un agente de la Dirección de Surveillance du Territoire (DST) amplía la difusión a las técnicas del Comité para la Seguridad del Estado, en el juicio contra el comentarista Pierre Charles Pathé.
Según el Oxford Dictionaries, la palabra inglesa disinformation, traducida del ruso desinformatsiya, comenzó a usarse en la década de 1950. Durante el período más activo de la Guerra Fría, la táctica fue utilizada por múltiples agencias de inteligencia, además de la KGB, como el Servicio Secreto de Inteligencia británico y la CIA estadounidense.

## Procedimientos
La desinformación está basada en distintos procedimientos retóricos tales como la presuposición, la mentira, el uso de bulos y falacias, la sobreinformación, la generalización y el oscurantismo.
Por parte de la publicidad pública de un régimen político, generalmente organizada por un spin doctor por medio de los mecanismos de la ingeniería social, o de la publicidad privada o por medio de engaños o bulos (en inglés, hoaxes), filtraciones interesadas o rumores, "sondeos", estadísticas alteradas o estudios científicos presuntamente imparciales, pero pagados por las empresas o corporaciones económicas interesadas, uso de "globos sonda" o afirmaciones no autorizadas para inspeccionar los argumentos adversos que pueda suscitar una medida y anticipar respuestas y uso de medios no independientes o financiados en parte por quien divulga la noticia o con periodistas sin contrato fijo y, por tanto, sin opinión autorizada, o por apropiación o manipulación o creación de supuestos movimientos populares (astroturfing). Un tipo particular de desinformación es la contrainformación estatal.
La desinformación se realiza a través de diversos procedimientos retóricos como demonización, astroturfing, oscurecimiento, esoterismo, presuposición, uso de falacias, mentira, omisión, sobreinformación, descontextualización, negativismo, generalización, especificación, analogía, metáfora, eufemismo, desorganización del contenido, uso del adjetivo disuasivo, etc.
Investigaciones académicas demuestran que la desinformación se convierte en creencias personales cuando la audiencia internaliza la desinformación de manera antagónica. Es decir, los conflictos de identidad sirven como vehículo para circular desinformación cuando la audiencia toma parte en los llamados debates o guerras culturales En la medida que se entreteje con proyectos de identidad de grupo, la desinformación se solidifica como creencia personal.
A continuación se explican algunos de los procedimientos propios de la desinformación:

### Demonización
La demonización o satanización es la técnica retórica e ideológica de desinformación o alteración de hechos y descripciones (próxima a la inversa sacralización, o al victimismo) que consiste en presentar a entidades políticas, étnicas, culturales o religiosas, etc., como malas y nocivas. Es una forma de posicionarse positivamente respecto a esas entidades (llamar demonio al otro "diviniza" y hace tan indiscutible como un Dios a quien lo hace) para justificarse, por omisión, un trato político, militar o social mejor, o atribuir maldad a lo que sencillamente es distinto.
La demonización o satanización consiste pues en relacionar la opinión contraria con el mal, de forma que la propia opinión quede ennoblecida o glorificada. Hablar del opuesto como de un demonio nos convierte a nosotros en ángeles. Si convertimos a nuestro oponente en villano, nosotros seremos el héroe. Se trata ante todo de convencer con sentimientos y no con razones a la gente, habitualmente una mayoría, que se convence más con sentimientos que con razones. Habitualmente se emplea en defensa de intereses económicos o políticos.

### Adjetivos disuasivos
Algunas palabras y expresiones no admiten réplica ni razonamiento lógico: son los llamados adjetivos disuasivos, contundentes y negativistas. Para ello se utiliza la polaridad, un concepto lingüístico y semántico por el cual las palabras negativas atraen por concordancia otras palabras negativas en el sintagma de negación.
Es una característica muy propia del lenguaje utilizado por algunos políticos, definida como el uso de calificativos que pretenden el descrédito del oponente, pero que terminan siendo una logomaquia, esto es, la abundancia de palabras vacuas que dejan escapar las ideas.
Ejemplo de esta técnica de desinformación son los adjetivos: incuestionable, inquebrantable, inasequible, insoslayable, indeclinable y consustancial. Su maximalismo sirve para remachar cualquier discurso y crear una atmósfera irrespirable de monología. Además, según Noam Chomsky, muchas de estas palabras suelen atraer otros elementos en cadena formando lexías pleonásticas: adhesión inquebrantable, inasequible al desaliento (incorrecto, ya que inasequible significa inalcanzable, inconseguible), deber insoslayable, turbios manejos, legítimas aspiraciones, absolutamente imprescindible o lexías redundantes como totalmente lleno o absolutamente indiscutible, inaceptable o inadmisible.

### Misticismo
La mística (del verbo griego myein, «encerrar», de donde mystikós, «cerrado, arcano o misterioso») designa un tipo de experiencia muy difícil de alcanzar en que se llega al grado máximo de unión del alma a lo Sagrado durante la existencia terrenal. Se da en las religiones monoteístas (zoroastrismo, judaísmo, cristianismo, islam), así como en algunas politeístas (hinduismo) y en religiones no teístas (budismo), donde se identifica con un grado máximo de perfección y conocimiento.
El esoterismo es la tendencia al enigma y al oscurantismo en la expresión sibilina, ambigua, enredada y cercana a razones que no atan ni desatan o bernardinas, así que cualquier interpretación es plausible y por tanto errada. Se suprime cualquier conclusión lógica y se deja el poder de interpretación en manos de quien está y las posiciones en que estaban sin iniciar ningún camino y negando toda posible evolución o pensamiento.
Es habitual entre los políticos hablar de las reglas del juego, pero nadie dice cuáles son; también se habla del marco institucional si bien nadie ha descrito ese marco; tampoco existe quien lleve el árbol genealógico de las llamadas familias políticas. Es frecuente el alargamiento de las construcciones verbales en forma de perífrasis verbales paralizantes y fatigosas construcciones pasivas analíticas. Se usa además la hipérbole, la dilogía o disemia, la eufonía, el pleonasmo, la perífrasis y el énfasis (dar a entender más de lo que se dice) recurriendo a hiperónimos.
Las palabras del político abusan del léxico abstracto, toman segundos acentos enfáticos al principio o en los prefijos y se alargan mediante procedimientos inútiles de derivación: ejercitar por ejercer, complementar por completar, señalizar por señalar, metodología por método, problemática por problema. Son característicos los verbos ‘ampliados’ viciosamente con el sufijo –izar, como judicializar por encausar, criminalizar por incriminar, concretizar por concretar, sectorializar, potencializar, institucionalizar, funcionalizar, instrumentalizar, racionalizar, desdramatizar, ideologizar, sobredesideologizar, objetivizar. Algunos llaman a este frenesí por alargar las palabras sesquipedalismo.

### Otros artificios de retórica desinformativa
- Adulación: Uso de interpelaciones agradables, en ocasiones inmoderadamente, con la intención de convencer al receptor: "Usted es muy inteligente, debería estar de acuerdo con lo que le digo".
- Apelación a la autoridad: citar a personajes importantes para sostener una idea, un argumento o una línea de conducta y ningunear otras opiniones.
- Apelación al miedo: un público que tiene miedo está en situación de receptividad pasiva y admite más fácilmente cualquier tipo de indoctrinación o la idea que se le quiere inculcar; se recurre a sentimientos instalados en la psicología del ciudadano por prejuicios escolares y de educación, pero no a razones ni a pruebas.
- Chivo expiatorio: lanzando anatemas de demonización sobre un individuo o un grupo de individuos, acusado de ser responsable de un problema real o supuesto, el propagandista puede evitar hablar de los verdaderos responsables y profundizar en el problema mismo.
- Demanda de desaprobación o poner palabras en la boca de uno: relacionada con lo anterior, consiste en sugerir o presentar que una idea o acción es adoptada por un grupo adverso sin estudiarla verdaderamente. Sostener que en un grupo sostiene una opinión y que los individuos indeseables, subversivos, reprobables y despreciables la sostienen también. Eso predispone a los demás a cambiar de opinión.
- Efecto acumulativo: intenta persuadir al auditorio de adoptar una idea insinuando que un movimiento de masa irresistible está ya comprometido en el sostenimiento de una idea, aunque es falso. Se da por sentada una idea mediante la falacia de la petición de principio. Esto es así porque todo el mundo prefiere estar siempre en el bando de los vencedores. Esta táctica permite preparar al público para encajar la propaganda. Es preferible juntar a la gente en grupos para eliminar oposiciones individuales y ejercer mayor coerción, principio de mercadotecnia o marketing que ejercen los vendedores.
- Eslóganes: frases breves, fáciles de memorizar y reconocer, capaces de dejar huella en todos los espíritus, bien de forma positiva, bien de forma irónica: "Bruto es un hombre honrado".
- Estereotipar o etiquetar': esta técnica utiliza los prejuicios y los estereotipos del auditorio para rechazar algo.
- Eufemismo o deslizamiento semántico: reemplazar una expresión por otra para descargarla de todo contenido emocional y vaciarla de su sentido: "interrupción voluntaria del embarazo" por aborto inducido, "solución habitacional" por vivienda, "limpieza étnica" por matanza racista. Otros ejemplos, "daños colaterales" en vez de víctimas civiles, "liberalismo" en vez de capitalismo, "ley de la jungla" en vez de liberalismo, "reajuste laboral" en vez de despido, "solidaridad" en vez de impuesto, "personas con preferencias sexuales diferentes" en lugar de homosexuales, "personas con capacidades diferentes" en lugar de discapacitados y "relaciones impropias" en vez de adulterio.
- Imprecisión intencional: se trata de referir hechos deformándolos o citar estadísticas sin indicar las fuentes o todos los datos. La intención es dar al discurso un contenido de apariencia científica sin permitir analizar su validez o su aplicabilidad.
- Oscurecimiento: para no informar de algo desagradable para el poder, se reformula de forma que entenderlo cueste un trabajo que no se va a hacer; por ejemplo, en vez de decir que acaba de aumentar el paro a cuatro millones, se puede decir que la tasa de paro ha aumentado en menor proporción que la del mismo mes del año pasado.
- Quidam: para ganar la confianza del auditorio, el propagandista emplea el nivel de lenguaje y las maneras y apariencias de una persona común. Por el mecanismo psicológico de la Proyección (psicología), el auditorio se encuentra más inclinado a aceptar las ideas que se le presentan así, ya que quien que se las presenta se le parece.
- Redefinición y revisionismo: consiste en redefinir las palabras o falsificar la historia de forma partidista para crear una ilusión de coherencia.
- Simplificación exagerada: generalidades usadas para contextualizar problemas sociales, políticos, económicos o militares complejos.
- Testimonio: mencionar, dentro o fuera de contexto, casos particulares en vez de situaciones generales para sostener una política. Un experto o figura pública respetada, un líder en un terreno que no tiene nada que ver… etc. Se explota así la popularidad de ese modelo por contagio. Por ejemplo, una personalidad respetada entra en un partido político acusado de corrupción para aprovechar su reputación y contrarrestar la mala imagen del partido.
- Transferencia: esta técnica sirve para proyectar cualidades positivas o negativas de una persona, entidad, objeto o valor (individuo, grupo, organización, nación, raza, patriotismo...) sobre algo para hacer esto más (o menos) aceptable mediante palancas emotivas.
- Uso de generalidades y palabras-prestigio: las generalidades pueden provocar emoción intensa en el auditorio. El amor a la patria y el deseo de paz, de libertad, de gloria, de justicia, de honor y de pureza permiten asesinar el espíritu crítico del auditorio, pues el significado de estas palabras varía según la interpretación de cada individuo, pero su significado connotativo general es positivo y por asociación los conceptos y los programas del propagandista serán percibidos como grandiosos, buenos, deseables y virtuosos.
- Astroturfing. se manipulan movimientos espontáneos populares para insuflarles un contenido ideológico, o se crean con esa apariencia para lograr esa función.

## Desinformación como arma de guerra política
La desinformación encubierta es una comunicación de origen identificado falso, oral o escrita, que incluye información intencionadamente falsa, incompleta o desorientadora (frecuentemente combinada con información verdadera) que busca engañar, informar erróneamente y/o inducir al error al blanco objetivo. Se encuentra relacionado con la propaganda política. El blanco puede estar constituido por élites gubernamentales y no gubernamentales extranjeras, o audiencias masivas en el exterior.
Al no tener que sustentarse en la veracidad, las noticias e informaciones falsas pueden jugar en un terreno mucho más libre para impactar a quien las recibe. Esta combinación de novedad, indignación y sorpresa hace que sean compartidas de forma meteórica. Por ejemplo, durante la campaña electoral de Donald Trump en Estados Unidos en 2016, las 20 noticias falsas más populares tuvieron más interacción que las 20 noticias más populares de grandes medios.
El objetivo de la desinformación es hacer que el blanco crea en la veracidad del mensaje y consecuentemente actúe según los intereses de la nación que conduce la operación de desinformación. Esta técnica puede ser fomentada mediante rumores, falsificaciones, acciones políticas de manipulación, agentes de influencia, organizaciones y otros medios.
Si bien no podemos saber quién fue el primer ser humano en manipular la verdad, sí conocemos la historia de la oficina especial de desinformación que se creó en la Unión Soviética en el año 1923.[cita requerida] Uno de tantos ejemplos de uso de la desinformación como arma de guerra política, porque el poder de la palabra es enorme. Detrás de su fundación se encontraba Józef Unszlicht, el vicepresidente del Directorio Político Unificado del Estado (conocido también por sus siglas OGPU o GPU), del cual la KGB fue sucesora.
Este Directorio Político fue pionero en el uso de la desinformación como parte de su estrategia de inteligencia. Su objetivo era «inyectar» en la población datos engañosos que resultaran fáciles de creer. Desde aquel entonces, la guerra política soviética volvió a usar esta táctica [cita requerida]en su lista de medidas activas, donde también se contaron la manipulación de la prensa y la falsificación. De acuerdo con las declaraciones de un antiguo miembro de la policía secreta rumana, Ion Mihai Pacepa, la palabra la acuñó Iósif Stalin y la usó tanto en la Segunda Guerra Mundial como en la Guerra Fría. De acuerdo con diferentes fuentes históricas y lingüísticas, la palabra desinformación comenzó a volverse internacional en la década de los 50, y poco a poco esta táctica fue usada por otras agencias de inteligencia, como la CIA de Estados Unidos y el Servicio Secreto de Inteligencia de Reino Unido. Además, la desinformación también es un arma de campaña política usada de forma recurrente.
En este ámbito también destaca la importancia del fenómeno FIMI (Foreign Information Manipulation and Interference). Se presenta como el conjunto de comportamientos que amenazan o tienen el potencial de afectar negativamente a los valores, los procedimientos y los procesos políticos. Esta actividad tiene carácter manipulador y se lleva a cabo de forma intencionada y coordinada. Los actores de dicha actividad pueden ser estatales o no estatales, incluidos sus representantes dentro y fuera de su propio territorio. Según la Unión Europea, FIMI puede contribuir a aumentar la polarización y la división. Al mismo tiempo, afecta a la capacidad de la UE para aplicar sus políticas dentro y fuera de sus fronteras. 

### La desinformación como amenaza a las democracias
Según las conclusiones del estudio la Lucha contra las campañas de desinformación en el ámbito de la seguridad nacional: propuestas de la sociedad civil, la desinformación es una amenaza para las democracias ya que puede destruir la confianza y la creencia en la posibilidad de establecer la verdad de los hechos, lo que es necesario para que las democracias funcionen. En la era de Internet y las nuevas tecnologías, la desinformación ha aumentado debido a la facilidad con la que se puede difundir y el difícil control de su veracidad. Esto ha permitido a países autoritarios utilizar la guerra híbrida para difundir propaganda y mentiras con el objetivo de socavar la confianza de la ciudadanía en sus democracias y debilitar su sistema político. Además, la polarización y el extremismo pueden ser fomentados por la desinformación y pueden socavar la convivencia y el consenso necesarios para el funcionamiento de una democracia.

## La desinformación digital
Mientras que anteriormente la desinformación se encontraba vinculada principalmente con la manipulación de los medios de communicación tradicionales como televisión o radio, actualmente la desinformación circula por la manipulación de medios digitales, incluyendo plataformas digitales como YouTube. Con la llegada de Internet, los medios de comunicación se han digitalizado progresivamente y han dejado de ser los únicos con la capacidad de publicar información. Ahora, cualquier persona conectada a Internet puede generar y compartir contenido desde cualquier parte e instante del planeta con conexión. Ya no sólo los medios de comunicación y los periodistas son generadores de opinión e información, sino que esta acción ahora está al alcance de todo el mundo. La desinformación ha encontrado en internet y las redes sociales un amplificador provocado por los 'bots" y algoritmos informáticos que utilizan, además de otros factores, como puede ser el acceso sin control, el anonimato, la sobre abundancia de datos y la falta de regulación para publicar en Internet.

### Factores financieros
Una de las razones por las que las redes sociales son tan proclives a la circulación de desinformación es que es que las plataformas digitales generan ingresos económicos al explotar los mecanismos de la publicidad digital. El contenido que genera altos niveles de interacciones digitales en forma de clicks (en inglés engagment), atrae tráfico que genera ingresos económicos. Por ejemplo, los sitios web que distribuyen noticias falsas usan clickbait para generar dinero.

### Algoritmos informáticos y "bots" sociales
Al atractivo de la desinformación y a las facilidades que aportan las plataformas sociales y los algoritmos informáticos que utilizan para viralizar dicha desinformación, se une el creciente aumento de contenido generado automáticamente por “bots” sociales.
Las plataformas de medios sociales utilizan algoritmos para filtrar y priorizar el contenido de cada usuario basado en indicadores, como el comportamiento de visualización y las preferencias de contenido, provocando así una reacción emocional en el usuario. Estos algoritmos incluyen funciones matemáticas que, aplicadas a una masa de datos, son capaces de identificar y crear patrones, hábitos y preferencias de los usuarios, creando perfiles de comportamientos que permiten interferir en las decisiones del usuario.
Al final y al cabo, el objetivo de estos algoritmos es mantener la atención del usuario promoviendo el sesgo de confirmación que el ser humano padece, mostrando información con la que coincide y creando una separación con aquella comunidad con un pensamiento diferente.
En la actualidad, la alta dependencia cotidiana a los procesos informáticos promueve una amplia gama de influencia de los algoritmos. Además, el uso de patentes y la protección de los algoritmos, permite la ocultación de los verdaderos poderes e intereses de estos.
Otra herramienta que se ha aprovechado del funcionamiento de estos algoritmos son los “bots” sociales. Estos “bots” buscan generar contenido automáticamente, en muchos casos de baja calidad o falso, que va destinado a aquellos perfiles de usuarios que tienen más probabilidad de viralizar dicha información. Estos bots también son usados para aumentar artificialmente los seguidores de una persona o para promocionar algún "hashtag" determinado, lo que genera un estado de opinión adulterado.

### La lucha contra la desinformación digital

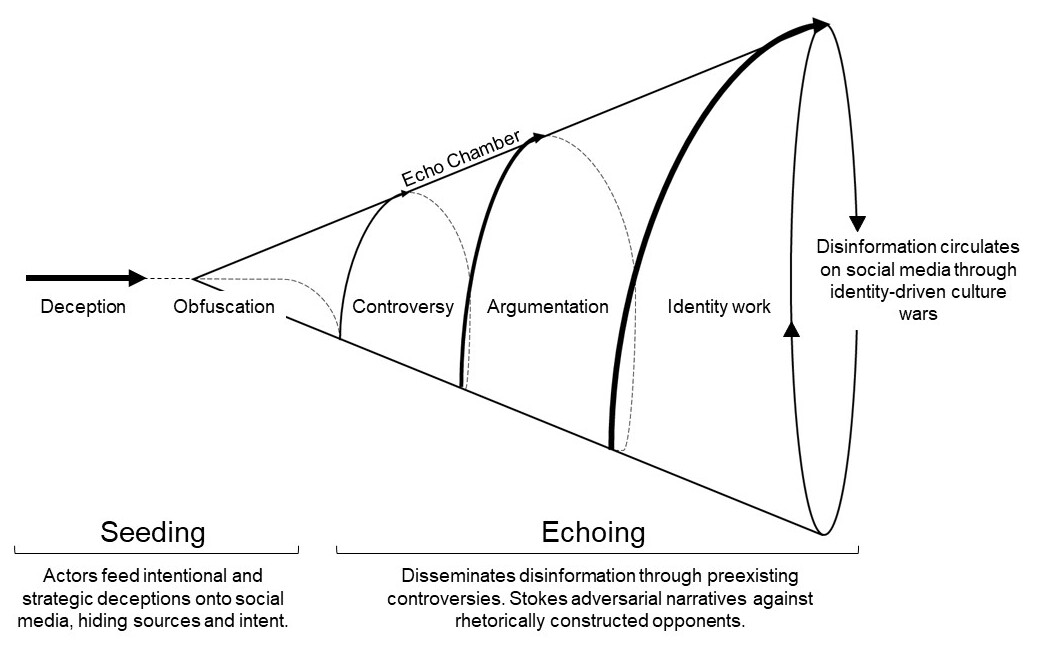
La desinformación circula en redes sociales a través de controversias que causan polarización y la creación de cámaras de eco.

La desinformación se ha convertido en un problema global que afecta a la sociedad en su conjunto. Es un fenómeno que se ha intensificado en los últimos años, debido al avance de la tecnología y la proliferación de las redes sociales. La lucha contra la desinformación requiere de una serie de medidas y mecanismos para prevenir, detectar y contrarrestar la propagación de información falsa y engañosa. A continuación, se describen algunos de los principales mecanismos y medidas que se han llevado a cabo para combatir la desinformación digital.
- Educación y alfabetización digital: son fundamentales para prevenir la propagación de la desinformación. Es muy importante equipar a la ciudadanía de los conocimientos básicos sobre los estándares de producción y difusión de la información de calidad, verídica, legítima y fiable con el objetivo de diferenciarla de los contenidos falsos y engañosos. Además, la educación puede ayudar a las personas a comprender mejor cómo funcionan los medios de comunicación y las redes sociales, y a desarrollar una mayor comprensión de las consecuencias de la desinformación y poder mejorar la capacidad de gestión de la sobrecarga informativa.[25]
- Verificación de la información: es un mecanismo clave para combatir la desinformación y reducir su propagación. Es necesario verificar el contenido y las imágenes, examinar el medio de comunicación, analizar el autor, comprobar las fuentes y gestionar los propios prejuicios que tiene uno mismo.[26]
- Colaboración entre medios de comunicación, redes sociales y tecnologías: los medios de comunicación pueden proporcionar información precisa y verificada, mientras que las redes sociales pueden utilizar herramientas tecnológicas para predecir, detectar y eliminar la desinformación. Además, los medios de comunicación y las redes sociales pueden trabajar juntos para proporcionar información sobre temas de actualidad y concienciar a la sociedad sobre los peligros de la desinformación.
- Regulación gubernamental: los gobiernos pueden promulgar leyes que exijan a los medios de comunicación y las redes sociales que proporcionen información precisa, transparente y verificada. Además, los gobiernos pueden trabajar para regular el uso de las redes sociales y otras plataformas, para evitar la propagación de información falsa. Es imprescindible que los mecanismos y medidas propuestas y establecidas para combatir la desinformación promuevan y protejan la libertad de expresión de las personas y la libertad de buscar, recibir y difundir información, tal y como establecen la Declaración Universal de Derechos Humanos y el Pacto Internacional de Derechos Civiles y Políticos.[27]

Aunque actualmente no exista ninguna solución totalmente efectiva contra la desinformación, España está firmemente comprometida en esta lucha. Por ello, España trabaja, en el marco de la Unión Europea, para establecer procedimientos ágiles y efectivos para luchar contra ella.
En el Consejo Europeo de diciembre de 2018 se estableció un Plan de Acción para una respuesta coordinada contra la desinformación.
En marzo de 2019 se estableció un Sistema de Alerta Rápida (RAS) con puntos de contacto nacionales de los socios europeos, en el que España participa activamente. Este Sistema facilita la monitorización de las redes para detectar acciones de desinformación y el diseño de respuestas comunes.
Complementariamente a las medidas impulsadas en coordinación con la Unión Europea, España lleva a cabo múltiples acciones en materia de lucha contra la desinformación a través de sus instituciones y ha establecido mecanismos de coordinación permanente entre los diferentes órganos de la Administración, entre los que destaca la Comisión Permanente de Lucha contra la Desinformación, establecida en marzo de 2019.

## Desinformación por temas

### Pandemia de COVID-19
Después del brote inicial de la enfermedad del coronavirus 2019 (COVID-19), surgieron teorías de conspiración y desinformación con respecto al origen, la escala, la prevención, el tratamiento y otros aspectos de la enfermedad. La desinformación se difundió a través de las redes sociales, mensajes de texto, así como los medios estatales de algunos países.
La información médica errónea sobre formas de prevenir, tratar y autodiagnosticar la enfermedad por coronavirus ha circulado en las redes sociales. Algunas de las falsedades comunicadas son estafas comerciales que ofrecen pruebas en el hogar, supuestos preventivos y curas "milagrosas". La Organización Mundial de la Salud ha declarado una "epidemia de información falsa" de información incorrecta sobre el virus, lo que plantea riesgos para la salud mundial.
Algunas piezas de desinformación afirmaban que el virus era un arma biológica con una vacuna patentada, un esquema de control de la población o el resultado de una operación de espionaje. Algunas de estas teorías de desinformación y conspiración pueden tener participación estatal. Algunos líderes mundiales también han minimizado la amenaza del virus y han difundido información errónea.

### Desinformación de género
Se denomina desinformación de género o sexismo digital al proceso por el cual las mujeres son víctimas de alguna forma de hostilidad en el entorno digital. En este caso, detrás de la propagación de información incorrecta o aquella con intención deliberada de engañar respecto a cuestiones relacionadas con las mujeres, estarían motivaciones ideológicas, políticas o propagandísticas, en la mayoría de los casos para tratar de atacar y desacreditar las posiciones feministas. También abundan los bulos relacionados con la violencia de género, bien para tratar de cuestionar su importancia o para manipular cifras de mujeres agredidas o de denuncias falsas. La socióloga Sarah Sobieraj ha identificado en la base de este abuso digital basado en el género una hostilidad extrema hacia la mujer, mientras que Nicola Pardy afirma que lo que sostiene este entramado de noticias falsas es la misoginia.
Irene Khan, relatora especial de Naciones Unidas para la Protección del Derecho a la Libertad de Expresión, define este fenómeno como un subtipo de violencia de género y explica que la desinformación de género no solo se dirige contra niñas y jóvenes por su género, sino también por «otras características interseccionales, como la raza, la orientación sexual, la discapacidad, la identidad de género, la edad y la clase social» así como «a las mujeres de grupos minoritarios, de ciertas minorías religiosas o étnicas, como mujeres indígenas» y del colectivo LGBTI.
Según el Consejo Audiovisual de Cataluña (2018), entre las ideas presentes en esta desinformación de género sobresalen la consideración de la mujer como inferior al hombre y el cuestionamiento de las políticas de género. El CAC también advierte de que estos mensajes, al ser difundidos por la opinión pública cuando los comparte, pueden conducir a la creación de «guetos digitales» o «ciberguetos». La mejor forma de afrontar esto sería a través de la educación con el fin de dar herramientas de ayuda para detectar noticias falsas.
El Eurobarómetro (2018), por su parte, ha advertido del daño que estos bulos sexistas pueden ocasionar sobre los procesos y valores políticos democráticos. Algunos investigadores han argumentado que dichas campañas, dirigidas contra lo que populistas y ultraconservadores de extrema derecha denominan «ideología de género», tratarían de deslegitimar el proyecto de integración europea mediante la promoción de valores locales e identitarios en contraposición a los de la Unión Europea, considerados amenazantes. Estos grupos contrarios a la igualdad de género, y por extensión a los derechos LGBTI, recurren a la desinformación y a los discursos de odio en el ciberespacio como medio de difundir este ideario «antiderechos humanos» en la UE y en los países que aspiran a integrarse en la Unión.
Un estudio de los profesores Herrero-Diz, Pérez-Escolar y Plaza Sánchez (2020), de la Universidad Loyola (Andalucía), se dedicó a estudiar los bulos de género desmentidos por el medio de verificación Maldita.es. Se comprobó que las redes sociales fueron el principal agente de creación o distribución de bulos, seguidas de los medios digitales (generalmente de carácter sensacionalista). El formato más utilizado fue el texto, generalmente acompañado de material multimedia (mayoritariamente, imágenes estáticas).
Otro estudio realizado por investigadores de la Universidad de Valencia, que recogió datos procedentes de medios de verificación de nueve países iberoamericanos entre 2017 y marzo de 2022, mostró que los principales agentes de desinformación eran fuentes anónimas o sin relevancia pública (en el 29,5 % de los casos, cuentas fake), aunque en un 40 % de los casos los emisores fueron periodistas o medios de comunicación y la clase política. Su intención es básicamente polarizadora y desestabilizadora, y su estrategia discursiva habitual es el engaño. Las temáticas predominantes fueron la violencia de género, las subvenciones a colectivos feministas y la interrupción voluntaria del embarazo, lo que indica una tendencia generalizada a cuestionar el derecho de las mujeres a disponer libremente sobre su propio cuerpo, así como a polarizar sobre el ejercicio de tal derecho. Para ello, se apela a emociones negativas, especialmente el enfado o la ira.
Se ha comprobado asimismo que estas campañas de desinformación se dirigen especialmente contra las mujeres activas en política mediante el acoso cibernético, con el fin de socavar su credibilidad. Los objetivos preferentes serían mujeres políticas pertenecientes a grupos minoritarios, así como periodistas, activistas y aquellas que defienden posturas feministas. Se buscaría disuadir a las mujeres de participar en la vida política y de hacerse visibles en la esfera pública. Esto conduce a una creciente polarización social sobre igualdad de género y podría llevar a derogar o revertir determinadas conquistas legales de género.